# Micrapate discrepans
Micrapate discrepans är en skalbaggsart som beskrevs av Pierre Lesne 1939. Micrapate discrepans ingår i släktet Micrapate och familjen kapuschongbaggar. Inga underarter finns listade i Catalogue of Life.